# Vicente Gil Ros
Vicente Gil Ros (Valência, 5 de janeiro de 1976) é um nadador paralímpico espanhol.
Participou dos Jogos Paralímpicos de Verão de 2012, realizados em Londres, onde representou a Espanha.